# Zinnema
Zinnema is het Vlaams huis voor Amateurkunsten in Brussel gelegen in de Veeweidestraat te Anderlecht in de buurt van het Dapperheidsplein.
Zinnema werd op 1 januari 2007 gecreëerd na een splitsing van het Vlaams Centrum voor Amateurkunsten. Vooraleer het pand werd gebruikt als huisvesting voor het Vlaams huis voor Amateurkunsten werd het gebruikt als een bioscoop. De naam Zinnema is dan ook niet voor niets een verbastering van het Franse cinéma, maar verwijst tegelijkertijd naar de Zenne, de scheldnaam Zinneke voor Brusselaars (of bastaardhond) en "zin hebben in".

## Bestuur
Sinds de oprichting was de leiding in handen van Mars Moriau. Op 2 januari 2013 nam Nathalie De Boelpaep het bestuur over. Nadat De Boelpaep in 2018 aftrad, werd zij opgevolgd door Jan Wallyn. Wallyn legde diens functie in 2022 neer en vanaf januari van het jaar daarna werd Valérie Wolters aangesteld als algemeen directeur.